# Тони Крос
Тони Крос (рођен 4. јануара 1990. у Грајфсвалду) бивши је немачки фудбалер.
Његов млађи брат, Феликс, такође је фудбалер.

## Биографија

### Бајерн Минхен
Крос је направио невероватни почетак каријере у Бајерну. На свом дебију у Бајерну 26. септембра 2007. у победи од 5:0 против Енерги Котбуса је у 18 одиграних минута има две асистенције за два гола Мирослава Клозеа. Свој први гол за Бајерн је са 17 година постигао против Црвене звезде у утакмици Куп УЕФА одиграној 25. октобра 2007. Ушао је у 81. минуту као замена, и убрзо је асистирао Мирославу Клосеу приликом слободног ударца за 2:2. У дубокој надокнади времена је постигао и победоносни гол за 3:2, након неспретне реакције Ивана Ранђеловића при слободном ударцу. У својој првој професионалној сезони у Бајерну Крос је освојио првенство, куп и лига куп Немачке.

### Бајер Леверкузен
9. јануара 2009. је отишао на позајмицу у Бајер Леверкузен на годину и по дана. Са Бајером је 2009. године дошао до финала купа Немачке али су у мечу за трофеј поражени од Вердера 1:0 голом Месута Озила. У тој првој полусезони Крос је рачунајући сва такмичења наступио на 13 утакмица постигавши један гол. Индивидуално далеко успешнија је била наредна сезона у којој је одиграо 33 утакмице, постигавши 9 голова уз 12 асистенција. Успео је и да два пута узастопно освоји признање "играча месеца" у Бундеслиги (децембар 2009. и јануар 2010). По завршетку сезоне 2009/10. Крос се вратио у матични Бајерн.

### Повратак у Бајерн
По повратку у Минхен Крос је са баварским клубом освојио још две титуле првака Немачке, два купа, два национална суперкупа, два телеком купа, да би након изгубљеног финала лиге шампиона (2012). био део екипе која је у сезони 2012/13. освојила "триплу круну" укључујући и за Баварце дуго чекани пети трофеј првака Европе победом од 2:1 над немачким ривалом Борусијом Дортмунд у мечу одиграном на чувеном Вемблију у Лондону. У својој последњој сезони у Бајерну Крос је освојио и суперкуп Европе (тријумфом над Челсијем након пенала у Прагу) као и светско клупско првенство (тријумфом над мароканском Раџа Казабланком 2:0 у Маракешу).

### Реал Мадрид
Дана 17. јула 2014. Реал Мадрид је саопштио да су постигли договор за трансфер Кроса, потписивањем уговора на шест година за необјављену суму. Штампа је известила да је трансфер Кроса коштао између 25 000 000 и 30 000 000 €. Крос је тако постао девети немачки фудбалер који је играо за Реал Мадрид након Гинтера Нецера, Паулa Брајтнера, Улија Стилкеа, Бернда Шустера, Бода Илгнера, Кристофа Мецелдера, Месута Озила и Самиja Кедирe. На његовом представљању било је око 8 000 навијача. Свој први званични наступ је имао против Севиље 12. августа 2014. године у Суперкупу Европе у којем је Реал Мадрид победио са 2:0 и тако освојио свој први трофеј.
8. новембра 2014. Крос је постигао свој први гол за Реал Мадрид у побједи над Рајо Ваљеканом од 5:1 на Сантијаго Бернабеу. Те јесени је освојио и Светско клупско првенство тријумфом над аргентинским Сан Лоренцом од 2:0.
Био је редовни стартер када је тим освојио Лигу шампиону 2016. године, његов други трофеј у том такмичењу. Тријумфом Реал Мадрид на Сан Сиру против Атлетико Мадрида, Крос је постао први њемачки играч који је са два различита тима освојио Лигу шампиона.
12. октобар 2016. потписао је нови уговор до 2022. године.
Трећа Кросова сезона у Реал Мадриду је резултатски била најуспешнија. Прво је у норвешком Трондхејму освојен трофеј Суперкупа Европе још једном победом над Севиљом овај пута 3:2 (након продужетака). Уследио је још један тријумф на Светском клупском првенству победом над јапанском Кашимом од 4:2 (након продужетака). Потом је након пет година освојена титула првака Шпаније да би бриљантна сезона била заокружена новим тријумфом у Лиги шампиона победом у Кардифу над италијанским прваком Јувентусом 4:1 чиме су Мадриђани постали први клуб који је успео да одбрани титулу првака Европе рачунајући период од 1992. од када се игра Лига шампиона.
И сезона 2017/18. је резултатски почела успешно и за Кроса и за Реал пошто је у Скопљу освојен још један трофеј у Суперкупу Европе победом од 2:1 над енглеским Манчестер јунајтедом. Потом је освојен Суперкуп Шпаније победом над највећим ривалом Барселоном у две утакмице укупним резултатом 5:1 за Реал. Након тога у децембру уследио је тријумф на Светском клупском првенству победом над бразилским Гремиом од 1:0. Круна сезоне уследила је у мају 2018. када је Реал трећи пут за редом освојио Лигу шампиона.

## Трофеји

### Бајерн Минхен
- Првенство Немачке (3) : 2007/08, 2012/13, 2013/14.
- Куп Немачке (3) : 2007/08, 2012/13, 2013/14.
- Лига куп Немачке (1) : 2007.
- Суперкуп Немачке (2) : 2010, 2012.
- Телеком куп Немачке (2) : 2013, 2014.
- Лига шампиона (1) : 2012/13. (финале 2011/12).
- Суперкуп Европе (1) : 2013.
- Светско клупско првенство (1) : 2013.

### Реал Мадрид
- Првенство Шпаније (4) : 2016/17, 2019/20, 2021/22, 2023/24.
- Куп Шпаније (1) : 2022/23.
- Суперкуп Шпаније (4) : 2017, 2019/20, 2021/22, 2023/24.
- Лига шампиона (5) : 2015/16, 2016/17, 2017/18, 2021/22, 2023/24.
- Суперкуп Европе (3) : 2014, 2017, 2022.
- Светско клупско првенство (5) : 2014, 2016, 2017, 2018, 2022.

### Репрезентација Немачке
- Светско првенство (1) : 2014. (треће место 2010).
- Светско првенство до 17 : треће место 2007.